# یواس‌اس برندواین (۱۸۲۵)
یواس‌اس برندواین (۱۸۲۵) (به انگلیسی: USS Brandywine (1825)) یک کشتی بود که طول آن ۱۷۵ فوت (۵۳ متر) بود. این کشتی در سال ۱۸۲۵ ساخته شد.